# Kočno ob Ložnici
Kočno ob Ložnici je vaško naselje v Občini Slovenska Bistrica. Razložena vas se nahaja v severovzhodnem delu osrednjih Dravinjskih goric, nad dolino potoka Ložnice, jugovzhodno od Laporja. Sredi vasi stoji podružnična cerkev sv. Egidija, ki se prvič omenja leta 1545. Današnjo podobo je dobila v začetku preteklega stoletja.